# La buena vida
Pour plus de détails, voir Fiche technique et Distribution.
La buena vida est un film italo-franco-espagnol écrit et réalisé par David Trueba, sorti en 1996.

## Synopsis
Tristan, 14 ans, a décidé de se consacrer à l'écriture et de perdre sa virginité, profitant du fait que ses parents sont en vacances. Il apprend soudainement que ses parents sont morts tous les deux dans un accident de voiture.

## Fiche technique
Sauf indication contraire, les informations mentionnées dans cette section peuvent être confirmées par la base de données cinématographiques Unifrance,  présente dans la section « Liens externes ».
- Titre original : La buena vida
- Réalisation et scénario : David Trueba
- Musique : Antoine Duhamel
- Costumes : Lala Huete
- Photographie : William Lubtchansky
- Son : Georges Prat
- Montage : Ángel Hernández Zoido
- Production : Cristina Huete et Fernando Trueba
- Coproduction : Emmanuel Schlumberger
- Sociétés de production : Fernando Trueba Producciones Cinematográficas, Kaplan et Olmo Films ; France 2 Cinéma et L Films (France) ; Academy Films (Italie)
- Société de distribution : Colifilms Distribution (France)
- Pays de production :  Espagne /  France /  Italie
- Langue originale : espagnol
- Genre : comédie dramatique
- Durée : 107 minutes
- Dates de sortie[1] :
  - Espagne : 13 décembre 1996
  - France : 18 mars 1998
  - Belgique : 25 mars 1998
  - Italie : 12 mai 2000

## Distribution
- Fernando Ramallo : Tristán
- Lucía Jiménez : Lucía
- Luis Cuenca : Abuelo
- Isabel Otero : Isabelle
- Joel Joan : Claudio
- Vicky Peña : la mère
- Jordi Bosch : le père
- Alma Rosa Castellanos : Marilyn Arena
- Muntsa Alcañiz : Tía Carmen
- Orestes Gas : Antón
- Robert Jeantal : Don Pascual
- Eloi Yebra : Félix
- Alicia Hermida : Flora

## Distinctions

### Récompenses
- Goya 1997[2] :
  - Meilleur acteur dans un second rôle pour Luis Cuenca
  - Meilleur espoir féminin pour Lucía Jiménez

### Nominations
- Goya 1997[2] :
  - Meilleur nouveau réalisateur
  - Meilleur scénario original